# Víctor Hugo García
Víctor Hugo García Hernández (Cúa, 11 giugno 1994) è un calciatore venezuelano, difensore della Leonesa.

## Carriera

### Nazionale
Ha giocato nelle nazionali giovanili venezuelane Under-17 ed Under-20.
Tra il 2011 ed il 2017 ha giocato complessivamente 8 partite con la nazionale maggiore venezuelana.

## Palmarès

### Club

#### Competizioni nazionali
- Segunda Liga: 1

Moreirense: 2022-2023
- Primera Federación: 1

Leonesa: 2024-2025